# Banco Central de Nigeria
El Banco Central de Nigeria (en inglés: Central Bank of Nigeria, CBN) es el banco central de Nigeria y la máxima autoridad monetaria del país. Regulado por la ley CBN Act de 1958, comenzó a operar el 1 de julio de 1959.
Los principales objetivos regulatorios del banco, como se establece en la Ley CBN, son: mantener las reservas externas del país, promover la estabilidad monetaria y un entorno financiero sólido, y actuar como banquero de último recurso y asesor financiero del Gobierno federal. El papel del banco central como prestamista de última instancia lo ha llevado a veces a aguas procelosas. Tras el fin del gobierno imperial, el deseo del gobierno de volverse proactivo en el desarrollo de la economía se hizo visible, especialmente después del final de la guerra civil nigeriana. El banco siguió el deseo del gobierno e hizo un esfuerzo decidido para complementar cualquier caída en las asignaciones de créditos al sector real. El banco pronto se involucró en préstamos directamente a consumidores, contraviniendo su intención original de trabajar a través de bancos comerciales. Sin embargo, esa política circunstancial pronto fue desechada. El Gobierno, a través del banco central, ha participado activamente en la construcción de los centros financieros y bolsas de inversión de la nación, formando juntas reguladoras de valores e introduciendo instrumentos de tesorería en el mercado de capitales.

## Historia
En 1948, la administración colonial solicitó un informe a G. D. Paton para analizar las prácticas bancarias en Nigeria. Hasta ese momento, los bancos y la industria financiera estaba en gran parte sin control. El informe G.D. Paton, se convirtió en la piedra angular de la primera legislación bancaria del país: la ordenanza bancaria de 1952. Diseñada para evitar la proliferación de bancos no viables y garantizar una banca comercial ordenada, la ordenanza bancaria desencadenó un rápido crecimiento en la industria, aunque con el crecimiento también llegó la decepción. En 1958, algunos bancos habían fallado. Para reducir más fallos y prepararse para el control local, fuera de a metrópolis, en 1958 se presentó a la Cámara de Representantes de Nigeria un proyecto de ley para la creación del Banco Central de Nigeria. La ley se puso en marcha el 1 de julio de 1959, cuando el Banco Central de Nigeria entró en pleno funcionamiento. En abril de 1960, el Banco emitió sus primeras letras del Tesoro. En mayo de 1961, el Banco lanzó la Casa de Compensación Lagos Bankers, que proporcionó a los bancos con licencia un marco en el que intercambiar y cobrar cheques rápidamente. Para el 1 de julio de 1961, el Banco había completado la emisión de todas las denominaciones de nuevos billetes y monedas nigerianas y redimido todo el dinero anterior de la Junta Monetaria del África Occidental.
Sus primeras funciones fueron principalmente la de actuar como agencia del gobierno para el control y la supervisión del sector bancario, monitorizar la balanza de pagos de acuerdo con las demandas del gobierno federal y adaptar la política monetaria a las demandas del presupuesto federal. La falta inicial de competencia financiera del Banco Central sobre el ministerio de finanzas llevó al aplazamiento de decisiones económicas importantes para el ministerio de finanzas. Un instrumento clave del banco fue iniciar legislación de límite de crédito para los préstamos bancarios. La iniciativa se orientó a poner el crédito a disposición de áreas nacionales descuidadas como la agricultura o la manufactura. A fines de 1979, la mayoría de los bancos no cumplían con sus límites de crédito y favorecían una interpretación flexible de las pautas de CBN. El banco central no redujo efectivamente la prevalencia de los vencimientos de préstamos a corto plazo. La mayoría de los préstamos otorgados por los bancos comerciales generalmente se fijaban dentro de un año. La principal política para equilibrar esta distorsión en el mercado crediticio fue crear un nuevo Banco de Comercio e Industria, un banco universal. Sin embargo, el nuevo banco no cumplió su misión. Otra política del banco en concierto con las intenciones del gobierno fue la participación directa en los asuntos de los tres principales bancos comerciales expatriados con el fin de prevenir cualquier prejuicio contra los prestatarios y consumidores locales. En 1976, el gobierno federal había adquirido el 40% del capital de los tres bancos comerciales más grandes. La lenta reacción del CBN para frenar la inflación mediante la financiación de grandes déficits del gobierno federal fue uno de los puntos más dolorosos en su corta historia, junto con su fracaso para controlar los crecientes atrasos comerciales. De esta manera, en 1983 el país entró en una grave recesión.

## Gobernadores
Los Gobernadores del Banco Central de Nigeria desde la independencia del país han sido:
| Gobernador                 | Puesto anterior                               | Inicio                   | Fin                      |
| -------------------------- | --------------------------------------------- | ------------------------ | ------------------------ |
| Roy Pentelow Fenton        |                                               | 24 de julio de 1958      | 24 de julio de 1963      |
| Aliyu Mai-Bornu            | Consejero del Banco Central de Nigeria        | 25 de julio de 1963      | 22 de junio de 1967      |
| Clement Nyong Isong        | Consejero del FMI                             | 15 de agosto de 1967     | 22 de septiembre de 1975 |
| Adamu Ciroma               |                                               | 24 de septiembre de 1975 | 28 de junio de 1977      |
| Ola Vincent                | Consejero del Banco Central de Nigeria        | 28 de junio de 1977      | 28 de junio de 1982      |
| Abdulkadir Ahmed           | Consejero del Banco Central de Nigeria        | 28 de junio de 1982      | 30 de septiembre de 1993 |
| Paul Agbai Ogwuma          | CEO Union Bank of Nigeria                     | 1 de octubre de 1993     | 29 de mayo de 1999       |
| Joseph Oladele Sanusi      | CEO First Bank of Nigeria                     | 29 de mayo de 1999       | 29 de mayo de 2004       |
| Charles Soludo             | Jefe de la Comisión Nacional de Planificación | 29 de mayo de 2004       | 29 de mayo de 2009       |
| Sanusi Lamido Aminu Sanusi | CEO First Bank of Nigeria                     | 3 de junio de 2009       | 20 de febrero de 2014    |
| Sarah Alade                | Consejero del Banco Central de Nigeria        | 20 de febrero de 2014    | 3 de junio de 2014       |
| Godwin Emefiele            | CEO Zenith Bank                               | 3 de junio de 2014       | 15 de septiembre de 2023 |
| Yemi Cardoso               | CEO Zenith Bank                               | 15 de septiembre de 2023 | Para datar               |

## Nueva política

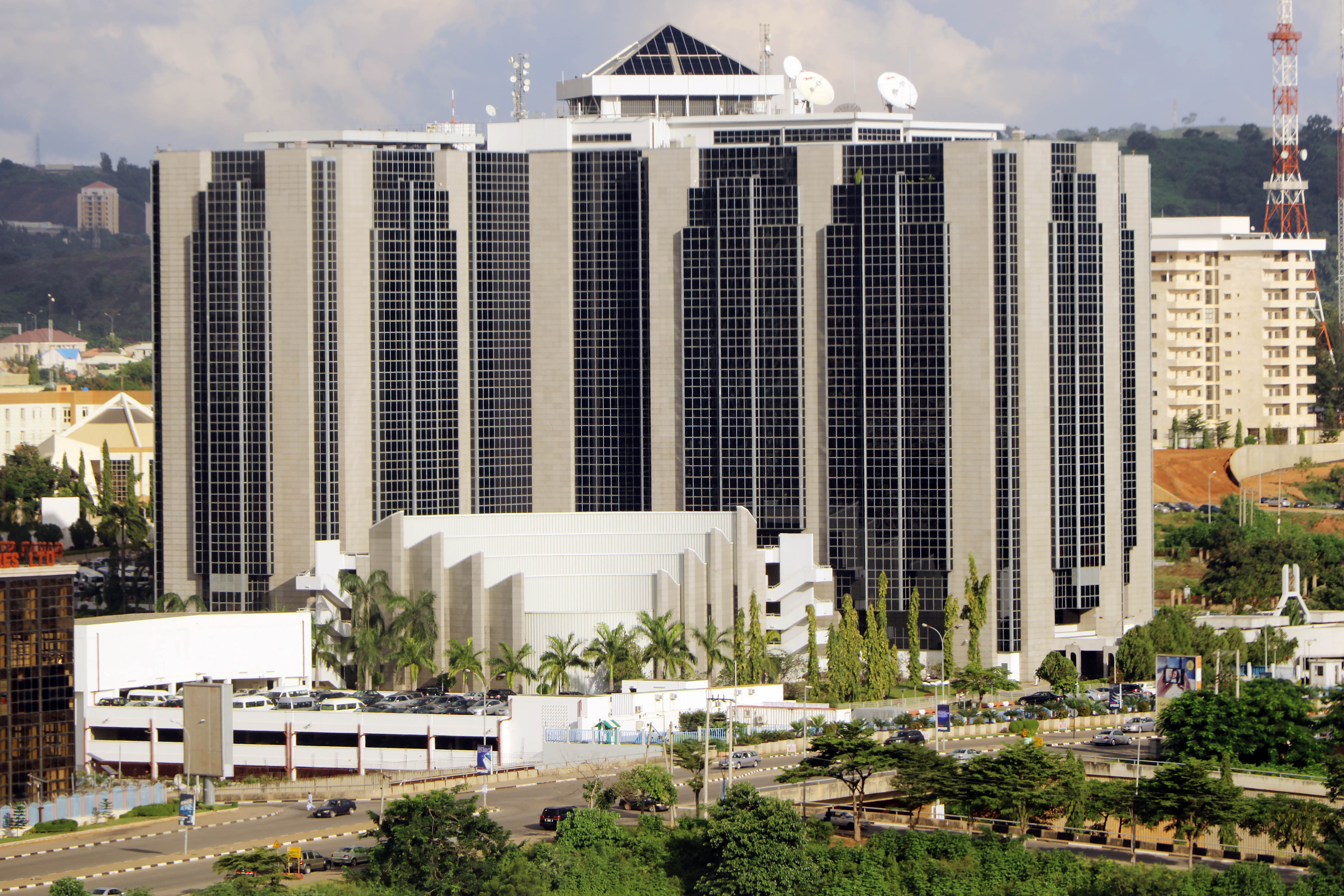
Banco Central de Nigeria

Desde 2004 y bajo la presidencia de Charles Soludo, el banco central fue un instrumento para el crecimiento y la credibilidad financiera de los bancos comerciales nigerianos al asegurarse de que todos los bancos financieros que operaban en el país tuvieran una base de capital mínima (reservas requeridas), lo que ayudó elevar la confianza en el sistema y asegurar que los clientes del banco simplemente no soportarían las pérdidas en solitario, en caso de quiebras bancarias. Sin embargo, esta política llevó al fracaso de algunos bancos comerciales nigerianos. Algunos bancos no pudieron cumplir con los requisitos de la nueva base de capital, que era de 25,000,000,000 de nairas en ese momento. Aquellos bancos que no pudieron cumplir con los requisitos de la nueva base de capital tuvieron que retirarse, mientras que algunos que no pudieron obtener el dinero por su cuenta, tuvieron que fusionarse con otros bancos para recaudar el dinero. Esta política ayudó a consolidar los bancos comerciales de Nigeria e impidió que personas u organizaciones sin estabilidad financiera operaran un banco en el país. Hoy Nigeria tiene uno de los sectores financieros más avanzados de África, con la mayoría de sus bancos comerciales con sucursales en otros países.
El Banco Central promueve activamente la política de inclusión financiera y es un miembro destacado de la Alianza para la Inclusión financiera. También es una de las 17 instituciones reguladoras que promovieron la llamada Declaración Maya durante el Foro de Política Global 2011 celebrado en México. El CBN asegura que todos los bancos de Nigeria mantengan todos sus índices de manera uniforme a los estándares internacionales. Entre esos bancos figuran Access Bank, Citibank Nigeria, Diamond Bank, First Bank of Nigeria, Guaranty Trust Bank, Zenith Bank, Wema Bank, StanbicIbtc Bank, Fidelity Bank, United Bank for Africa, etc.

## Hoy
Godwin Emefiele, el expresidente ejecutivo de Zenith Bank Plc asumió el manto como el 11 ° jefe de CBN, así como su décimo gobernador indígena. Emefiele, quien reemplazó a Mallam Sanusi Lamido Sanusi, cuya gestión transcurrió el 1 de junio aporta al trabajo más de 20 años de experiencia bancaria. Ha ocupado varios puestos estratégicos en sus 18 años en la industria bancaria. Antes de convertirse en el Director Gerente de Zenith Bank Plc, había trabajado en banca corporativa, tesorería y controles financieros. Antes de eso, fue profesor de Finanzas y Seguros en la Universidad de Port Harcourt, así como también su alma mater, la Universidad de Nigeria, Nsukka, donde obtuvo los títulos de BSc y MBA en Finanzas. También es alumno de Executive Education en Stanford University, Harvard University y Wharton Graduate Schools of Business. Emefiele en su conferencia de prensa inaugural dos días después de su reanudación de la función, dio una presentación titulada "Incorporación de la estabilidad macroeconómica y desarrollo económico en Nigeria". Reconoció el excelente trabajo realizado por el Banco para lograr la estabilidad del sistema financiero, la baja inflación, la estabilidad del tipo de cambio, un sistema de pago eficiente y una política monetaria coherente en los últimos años. Sostuvo que la visión del Banco Central de Nigeria es crear un Banco Central centrado en las personas "entregando estabilidad de precios y del sistema financiero y promoviendo el desarrollo económico sostenible".

## Fraude 'Nigerian 419'
El nombre del Banco Central de Nigeria se ha asociado a una serie de estafas con el nombre de "Nigerian 419 Scams". El estafador envía un correo electrónico que parece provenir de un empleado del Banco Central nigeriano a millones de personas que dicen que el Banco ha encontrado un exceso de dinero o una deuda con una persona o personas que han fallecido desde entonces y desean exportar. La víctima envía su propia cuenta bancaria para depositar el dinero en ella, sin embargo, esta información solo se usa para agregar credibilidad a la estafa, con el fin de atraer a la víctima más allá. Los datos bancarios y otra información personal se utilizan para crear certificados falsos o documentos presuntamente del Banco. Contrario a la creencia popular, la cuenta bancaria de la víctima no puede vaciarse de esta manera. Y si se tomó dinero de una cuenta, podría reembolsarse, ya que se puede rastrear. En cambio, el estafador le pedirá a la víctima que envíe dinero a través de servicios de transferencia electrónica como Western Union o MoneyGram. Una transferencia electrónica enviada al exterior es imposible de rastrear y no es reversible. El Banco Central, por supuesto, no está asociado de ninguna manera a tales fraudes.